# Sirena Voile
Pour les articles homonymes, voir Sirena.

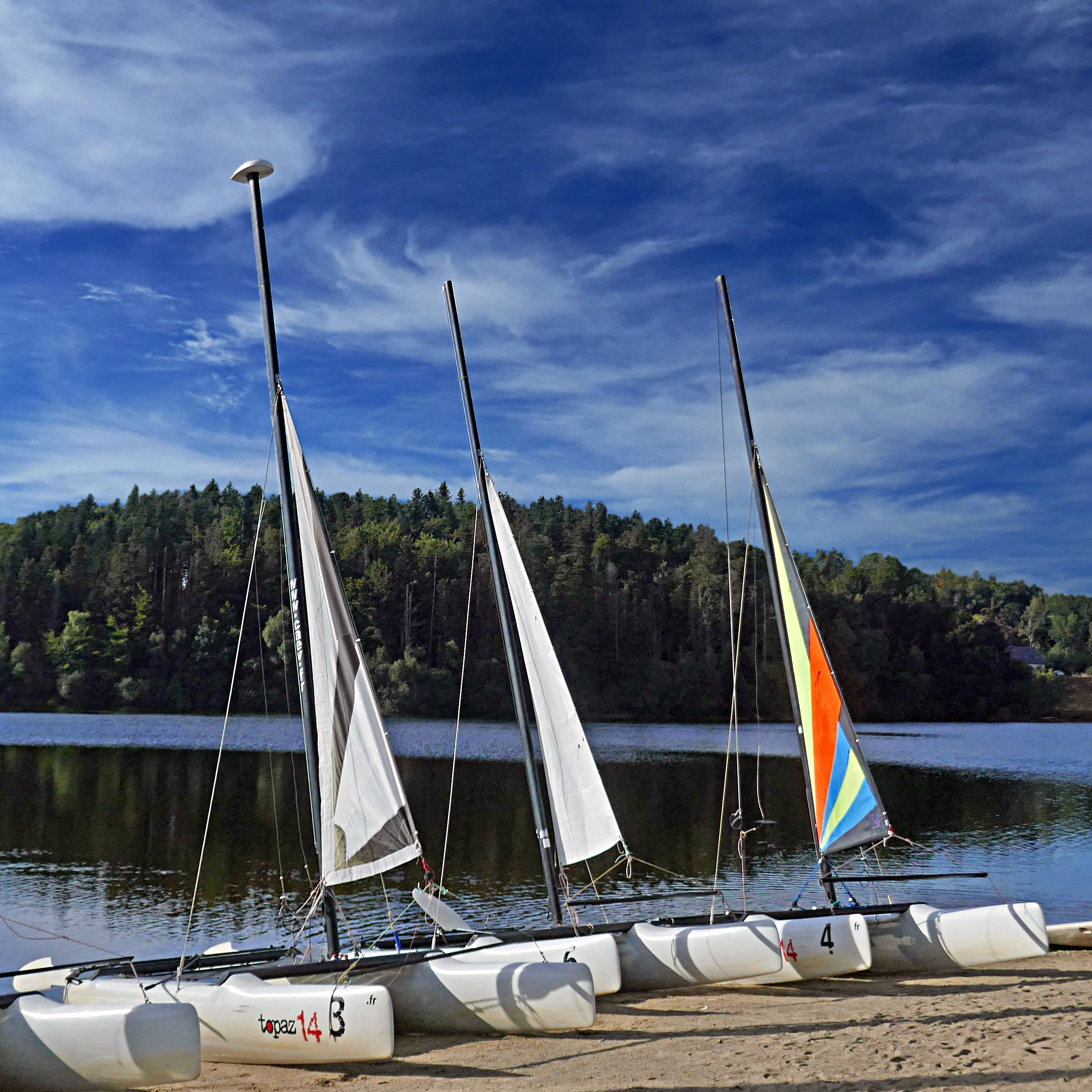
Des Topaz 14 au centre nautique du lac de Lastioulles dans le Cantal.

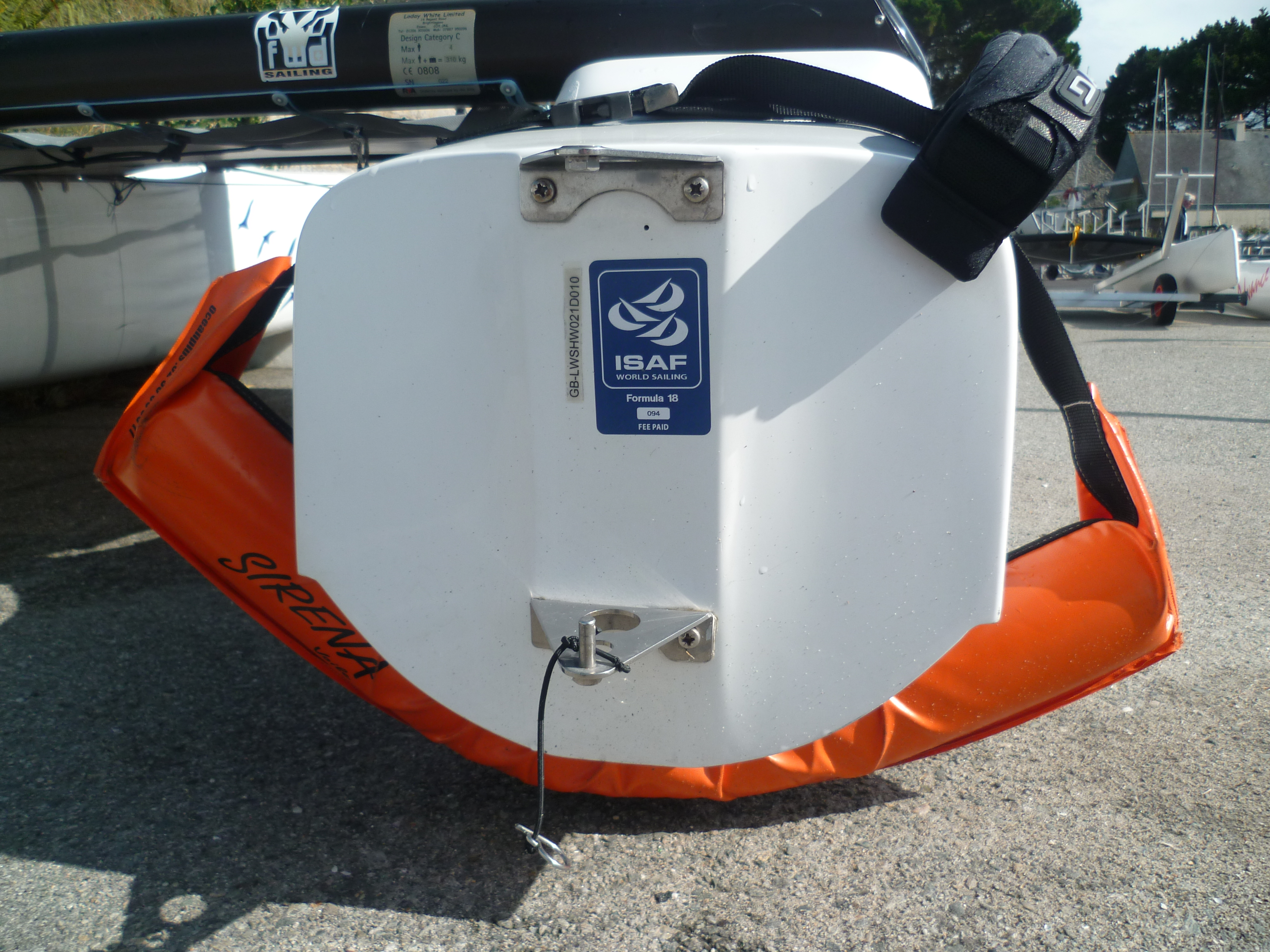
Tableau arrière du catamaran Formule 8 Shockwave, dessiné par Yves Loday.

Sirena Voile est un constructeur de catamarans et de dériveurs destinés aux loisirs, à l’apprentissage de la voile, ainsi qu’à la compétition. L’ensemble de la gamme des bateaux fabriqués par Sirena a été dessiné par Yves Loday, architecte et navigateur, médaille d'or aux Jeux olympiques d'été de 1992 à Barcelone en classe Tornado avec Nicolas Hénard. Le modèle le plus répandu est le SL 16, une série internationale.

## Historique
En 1994, Pierre-Yves Robin ouvre Sirena Voile à La Turballe, spécialisée dans l’achat, la rénovation et la vente de dériveurs d’occasion restaurés.
En 1999, la société déménage pour s’installer au Pouliguen où elle dispose de 300 m² d’atelier composite, 200 m² de bureau, 1 500 m² d’exposition couverte et 7000 m² d’exposition extérieure, et devient constructeur avec la collaboration de Yves Loday,.
En 2000, Sirena devient importateur de la marque Nacra, constructeur californien, et la distribuera pendant 10 ans. En 2003, Sirena reprend le KL 15.5 pour l’améliorer et en faire le SL 15.5, devenu le support officiel de la fédération française de voile, et crée le SL 16, sous la griffe "Yves Loday".
En 2010, Sirena crée un nouveau catamaran le SL 5.2,.
En 2012 le constructeur présente à la fédération mondiale de voile le Spitfire's comme catamaran de 5 mètres destiné aux épreuves de voile des jeux olympiques de 2016 de Rio mais c'est l'entreprise américaine Nacra qui est finalement retenue,.
En 2022, à l'occasion d'un réaménagement de ses ateliers, l'entreprise organise la déconstruction et le recyclage de bateaux hors d'usage.

## Gamme de bateaux
| Nom                   | Type      | Longueur | Largeur | Poids total | Hauteur de mât | Surface de voile      | Surface de Spi       |
| --------------------- | --------- | -------- | ------- | ----------- | -------------- | --------------------- | -------------------- |
| SL 15.5               | Catamaran | 4,80 m   | 2,35 m  | 152 kg      | 7 m            | 13 m²                 | 14 m²                |
| SL 16                 | Catamaran | 4,80 m   | 2,32 m  | 152 kg      | 8 m            | 17,5 m²               | 17 m²                |
| SL 5.2                | Catamaran | 5,20 m   | 2,53 m  | 155 kg      | 8,5 m          | 19,7 m²               | 17 m²                |
| Topaz 12              | Catamaran | 3,65 m   | 1,80 m  | 85 kg       | 5 m            | 9 m²                  | 7 m²                 |
| Topaz 14              | Catamaran | 4,25 m   | 2,05 m  | 110 kg      | 7,2 m          | 17,5 m²               | de 10,5 m² à 11,5 m² |
| Topaz 14 Xtreme       | Catamaran |          |         |             |                |                       | 10 m²                |
| Topaz 16              | Catamaran | 4,72 m   | 2,25 m  | 140 kg      | 8 m            | de 13,35 m² à 14,25m² |                      |
| Loday-White Shadow    | Catamaran | 4,80 m   | 2,40 m  | 99 kg       | 8 m            | 12,95 m²              | 9,90 m²              |
| Loday-White Spitfire  | Catamaran | 5 m      | 2,52 m  | 139 kg      | 8,5 m          | 20 m²                 | 18 m²                |
| Loday-White Shockwave | Catamaran | 5,52 m   | 2,60 m  | 180 kg      | 9 m            | 21,15 m²              | 21 m²                |
| Goélette Mercator     | Dériveur  | 7,6 m    | 2 m     | 435 kg      | 7,6 m          | 14 m²                 | 13 m²                |
| Diablotin             | Dériveur  | 2,50 m   | 1,40 m  | 57 kg       |                | 5,20 m2               | 4,30 m2              |